# Герб Борзны
Герб Борзны́ — официальный геральдический символ города Борзна Черниговской области.
В красном поле золотой рыцарский крест над серебряным полумесяцем рогами вверх. Щит наложен на барочный картуш, увенчанный серебряной каменной городской короной . Допускается использование герба без картуша и короны.
Борзна получила городской герб в первой половине XVII века. На красном поле был помещён золотой мальтийский крест, под ним — серебряный полумесяц. Городской герб стал основой для символики Борзнянской сотни, которая отображена на сотенной печати 1782 года: в центре расположен крест, внизу — полумесяц и две перекрещенные ветви, над крестом — две шестиугольные звезды и корона. В Российской империи герб Борзны был основан на геральдическом символе польского периода. Официально утверждён 4 июня 1782 года. В проекте Бернгарда Кёне 1865 года полумесяц изображён опрокинутым, так как, по мнению автора, рисунок на гербе символизирует «победу христиан над магометанами». Цвет полумесяца изменён на золотой, в свободную часть гербового щита добавлено изображение герба Черниговской губернии. Щит покрыт городской короной и обрамлён двумя колосьями, перевязанными Александровской орденской лентой.

Герб города{{подст:АИ}} (XVII век)
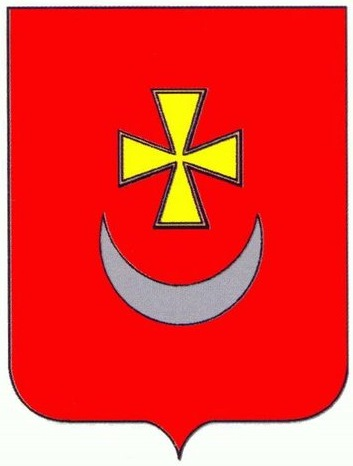
Герб города (1782—1917)
Проект Бернгарда Кёне (1865)